# Клас «Loire»
« Loire»- проєкт кораблів забезпеченнядля ВМС Франції, спроєктований компанією Kership.
Кораблі забезпечення класу «Loire» також відомі як BSAM (bâtiments de soutien et d’assistance métropolitains) призначені для забезпечення флоту у метрополії: «Loire» (A602) і  «Seine» (A603) базуються у Тулоні, другий корабель класу «Loire» (A604) і «Garonne» (A605) – у Бресті.
Судна цього класу можуть проводити широкий спектр місій підтримки: водолазних робіт, перевезення зброї та боєприпасів, підтримки підводних човнів та надводних кораблів, буксирування підводних антен, а також для розгортання греблі для контролю забруднення.
BSAM мають вантажопідйомність 80 тонн, швидкість у 14 вузлів і значну автономність – близько 30 днів (без дозаправки). Судна оснащені 8-метровим човном, кількома RHIB та краном для завантаження і вивантаження контейнерів та не мають озброєння.

## Технічні характеристики
Довжина: 70,30 м 
Ширина: 15,80 м 
Осадка: 5,00 м 
Водотоннажність: 2960 тонн 
Площа вантажної палуби: 250 кв.м 
Двигун: 2 х 2 650 кіловат 
Генератори: 2 х 300 кВт 
Швидкість: 14 вузлів 
Корпус / надбудова: Сталь 
Екіпаж: 17 + 12 пасажирів